# Белодробен оток
Белодробният оток е натрупване на течности, излезли от кръвоносните съдове, в алвеолите, което е причина за дихателна недостатъчност. Симптоми са задух, затруднено или учестено дишане – водещо до хипоксемия. Лечение се осъществява чрез подаване на кислород посредством назален катетър или маска, или механична вентилация.